# Power Macintosh G4

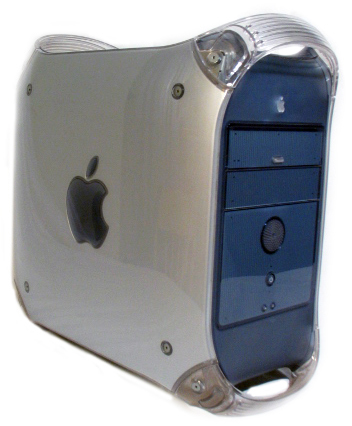
Power Macintosh G4

O Power Macintosh G4 foi uma série de computadores pessoais fabricados pela Apple de 1999 a 2004 como parte da linha Power Macintosh. Construído em torno da PowerPC G4 série de microprocessador s, o Power Mac G4 foi comercializado pela Apple como os primeiros "supercomputadores pessoais", atingindo velocidades de 4 a 20  gigaFLOPS. Este foi o primeiro produto Macintosh existente a ser oficialmente encurtado como "Mac", e é o último Mac capaz de arrancar no Mac OS clássico. Seu processador principal era da série PowerPC G4 (PPC74xx), daí sua designação.
O Power Mac G4 original foi introduzido na Conferencia Seybold, São Francisco, em 31 de agosto de 1999, com configurações disponíveis de 400 MHZ, 450 MHZ e 500 MHZ. Em outubro de 1999, a Apple foi forçada a adiar o modelo de 500 MHZ devido ao seu baixo rendimento do chip de 500 MHz, a Apple diminuiu a velocidade de cada processador em 50 MHZ, mas causou controvérsia por não diminuir o preço das maquinas.